# Eustomias binghami
Eustomias binghami är en fiskart som beskrevs av Parr 1927. Eustomias binghami ingår i släktet Eustomias och familjen Stomiidae. Inga underarter finns listade i Catalogue of Life.